# Список эпизодов мультсериала «Люди Икс: Эволюция»
Мультсериал «Люди Икс: Эволюция» (англ. X-Men: Evolution) впервые транслировался на территории России в 2002 году телеканалом СТС (озвучен по заказу СТС), с 14 июня 2010 года транслировался телеканалом НТВ (озвучен телекомпанией НТВ+ по заказу НТВ). Содержит 4 сезона из 52 серий, однако, 4 сезон так и не был показан. Перевела и озвучила релиз группа DisneyJazz совместно с Ivnet Cinema и CGInfo. В мультсериале Люди Икс — ещё школьники, и о мутантах никто не знает. Секрет мутантов раскрывается по ходу сериала (к концу 2-го сезона).
Названия серий приведены в соответствии с официальными в озвучке СТС и НТВ.

## Сезон 1 (2000—2001)
| № | #  | Название                                                               | Дата показа в США                         | Дата показа в России |
| --- | -- | ---------------------------------------------------------------------- | ----------------------------------------- | -------------------- |
| 1 | 1  | «Стратегия Икс/» «Strategy X»                                          | 4 ноября 2000, 9 октября 2002 (Россия)    |                      |
| Скотт в школе спасает Жабу от школьных хулиганов, из-за чего происходит взрыв на стадионе. Профессор, все уладив, едет с Грозой на станцию встречать Курта. Курт осваивается в институте, получает костюм и индуктор для имитации внешности. Мистик посылает Жабу в институт на разведку. Впервые появились: Росомаха, Циклоп, Джин Грей, Профессор Икс, Гроза, Ночной Змей, Жаба, Мистик, Саблезубый, Магнето. |    |                                                                        |                                           |                      |
| 2 | 2  | «Икс-Импульс/Импульс Икс» «The X-Impulse»                              | 11 ноября 2000, 10 октября 2002 (Россия)  |                      |
| Когда Китти Прайд узнает о своих способностях, упав ночью сквозь пол, Профессор и Джин едут, чтобы её завербовать. Но они вынуждены спасать её от влияния Ланса Альвареса, способного создавать толчки, подобные землетрясению, и управлять горными породами, который хочет использовать Китти для своих целей. В это время Росомаха сражается с Саблезубым. Впервые появились: Китти Прайд, Лавина (В русской озвучке называют Вулканом) |    |                                                                        |                                           |                      |
| 3 | 3  | «Вербовка Роуг/Беглец» «Rogue Recruit»                                 | 18 ноября 2000, 11 октября 2002 (Россия)  |                      |
| Шельма узнает о своих способностях на школьных танцах, когда парень Коди дотрагивается до неё. После этого она убегает домой и ищет информацию о своем прошлом. Судьба, у которой жила Шельма, сообщает Мистик, что Люди Икс идут за Шельмой. Мистик, не желая отдавать им свою приемную дочь, нападает на неё в обликах людей икс. Впервые появились: Шельма, Судьба. |    |                                                                        |                                           |                      |
| 4 | 4  | «Влюбленный мутант/Нечеловеческая любовь» «Mutant Crush»               | 25 ноября 2000, 14 октября 2002 (Россия)  |                      |
| Росомаха и Джин идут на стадион завербовать Пузыря, но их опережает Мистик. Она переводит его в свою школу, и, когда он начинает испытывать трудности с одноклассниками, Джин помогает ему. В итоге он влюбляется в неё и похищает, надеясь добиться от неё любви силой. В это время также переведенная в школу Бейвилла Шельма начинает испытывать чувства к Скотту. Впервые появились: Пузырь (В русском дубляже он Слон) |    |                                                                        |                                           |                      |
| 5 | 5  | «Шип и скорость/» «Speed and Spyke»                                    | 2 декабря 2000, 15 октября 2002 (Россия)  |                      |
| Эван Дениэлс, племянник Грозы, зная о своей мутации - выделении из своего тела шипов - изначально отказывается вступить в институт Ксавье. Но когда его соперник в спорте Пьетро сначала грабит его, а потом подставляет, он решает тренироваться в институте, чтобы отомстить Петро и доказать свою невиновность. Впервые появились: Шип, Ртуть Примечание: Шип - персонаж, созданный специально для мультсериала. |    |                                                                        |                                           |                      |
| 6 | 6  | «Срединный мир/Миддлверс» «Middleverse»                                | 27 января 2001, 16 октября 2002 (Россия)  |                      |
| После ссоры с Циклопом Курт попадает в закрытую лабораторию, а когда лаборатория самоуничтожается, приходит Шельма. Она, случайно активировав прибор, отправляет Курта в срединный мир. Там он встречает создателя прибора - Кузнеца, который сам попал под излучение прибора 30 лет назад. Когда Шельма узнает, что Люди Икс не могут найти Курта, как будто его не существует, она рассказывает им о приборе. Они находят прибор, но братство нападает на них, желая получить прибор себе. Впервые появились: Кузнец.                          |    |                                                                        |                                           |                      |
| 7 | 7  | «Возвращение Роуг/Шельма делает поворот» «Turn of the Rogue»           | 3 февраля 2001, 17 октября 2002 (Россия)  |                      |
| Циклоп прерывает тренировку, возмущенный тем, что Шельму используют в качестве врага. Мистик, желая увеличить ненависть Шельмы к Людям Икс, рассказывает ей об этом и отправляет Шельму в экскурсию вместе с геологическим кружком, обещая ей, что там она всё поймет. Мистик в облике Пола (друга Циклопа) едет с ними и, когда Шельма с Циклопом разговаривают, желая расставить все точки на "i", появляется Мистик, раскрывая, что она — директор их школы (на самом деле Мистик — их главный враг, именно она сталкивает Циклопа с обрыва). |    |                                                                        |                                           |                      |
| 8 | 8  | «Острая камера/Угол зрения» «SpykeCam»                                 | 10 февраля 2001, 18 октября 2002 (Россия) |                      |
| Шип, желая исправить свои оценки, решает снять фильм о своей семье. Саблезубый следит за мутантами в школе и использует камеру, чтобы узнать, где их особняк. Саблезубый нападает на особняк, но, встретив достойное сопротивление, отступает. Шип тем временем, взяв Китти и Шельму, уезжает из института, чтобы снять сцену для фильма. Саблезубый, следя на институтом, нападает на них, желая похитить их и вытащить Росомаху на поединок.                                                                                                   |    |                                                                        |                                           |                      |
| 9 | 9  | «Выживает сильнейший/» «Survival of the Fittest»                       | 3 марта 2001, 21 октября 2002 (Россия)    |                      |
| Мистик освобождает сводного брата Ксавье Джаггернаута, чтобы он добыл ей церебро, но вскоре Кейн решает убить и Чарльза, и Мистик. Люди Икс и Братство тем временем в летнем лагере участвуют в тренировке, цель которой - захват флага, но, узнав о Джаггернауте, они объединяются, чтобы остановить его. Впервые появились: Джаггернаут. Примечание: Сила Джаггернаута в мультсериале - результат его мутации. |    |                                                                        |                                           |                      |
| 10 | 10 | «Темное прошлое/» «Shadowed Past»                                      | 31 марта 2001, 22 октября 2002 (Россия)   |                      |
| Шельму мучают сны о женщине в плаще, которая теряет ребенка во время погони. Ксавье выясняет, что это не просто сны, а воспоминания, доставшиеся Шельме от Мистик, тот ребенок — Курт, а гнался за Мистик Магнето. Росомаха отправляется в логово в горах узнать, что там делал Магнето, а Мистик узнав, что её сын жив, устраивает встречу с ним, в которой хочет раскрыть сыну правду, но им мешает братство, посланное Магнето. Примечание: В начале Китти обнимает дракончика. Это камео дракона Локхида.                                    |    |                                                                        |                                           |                      |
| 11 | 11 | «Мрачное напоминание/Зловещее напоминание» «Grim Reminder»             | 14 апреля 2001, 23 октября 2002 (Россия)  | TBA                  |
| Росомаху мучают сны о его прошлом в Оружии Х. Услышав репортаж о Канадской горе, Логан понимает, что ответы надо искать там. У горы он встречает Саблезубого, который, победив его, приносит его к профессору Ояме, наделившему Логана адамантовым скелетом. Он хочет вернуть его в проект с помощью чипа для контроля. Росомаха с Саблезубым нападают на Китти и Курта, случайно увязавшимися за Логаном. Впервые появились: Профессор Тортон.                                                                                                  |    |                                                                        |                                           |                      |
| 12 | 12 | «Плавильный котел: Часть 1/Астероид М: Часть 1» «The Cauldron: Part 1» | 5 мая 2001, 24 октября 2002 (Россия)      | TBA                  |
| Братство и Мистик сражаются с Людьми Икс за место на Астероиде М — убежище для мутантов, которое создал Магнето. Циклоп тем временем находит своего брата Алекса, который приводит его в логово Магнето на Астероид. Впервые появились: Хавок Примечание: Новый церебро (старый был разрушен в битве с Джаггернаутом) напоминает свою кино-версию. |    |                                                                        |                                           |                      |
| 13 | 13 | «Плавильный котел: Часть 2/Астероид М: Часть 2» «The Cauldron: Part 2» | 12 мая 2001, 25 октября 2002 (Россия)     | TBA                  |
| Магнето поместил победивших людей икс в анабиоз и предлагает Циклопу пройти облучение аппаратом, чтобы полностью управлять своими способностями. Циклоп соглашается, а Ксавье не успевает предупредить Скотта, что аппарат изменит их разум и избавит от эмоций. Проигравшие свои поединки Люди Икс объединяются с проигравшими из братства и отправляются на Астероид, чтобы спасти остальных. Примечание: Камень Ситторака — по комиксам, магический камень, который дал силу Джаггернауту.                                                    |    |                                                                        |                                           |                      |

## Сезон 2 (2001—2002)
| № | #  | Название                                                                | Дата показа в США                          | Дата показа в России |
| --- | -- | ----------------------------------------------------------------------- | ------------------------------------------ | -------------------- |
| 14 | 1  | «Болезни роста/Нарастающая боль» «Growing Pains»                        | 29 сентября 2001, 28 октября 2002 (Россия) |                      |
| В институте появляются новые молодые мутанты в качестве учеников академии мутантов. Люди Икс спасают людей из аварии на мосту, профессор отчитывает Циклопа, чтобы впредь они были осторожнее и не раскрывали тайну о мутантах миру. Джин становится звездой женской футбольной команды и начинает отношения с Дунканом (звездой команды по американскому футболу). После исчезновения Мистик директором школы становится Эдвард Келли. Во время футбольного матча появляется братство, они раскрывают миру правду о мутантах. Впервые появились: Человек-лёд, Пушечное ядро, Магма, Джубили, Берсерк, Санспот, Бум-Бум, Волчица, Множитель, Эдвард Келли. Примечание: В школе рядом с Китти сидит рыжий парень. Это камео Аркады. Кроме того, в этом эпизоде выясняется, что у Джин есть парень — Дункан (хотя на протяжении 1-го сезона у неё с Циклопом были тесные отношения). |    |                                                                         |                                            |                      |
| 15 | 2  | «Бах тара-рах/Большой взрыв» «Bada-Bing Bada-Boom»                      | 6 октября 2001, 29 октября 2002 (Россия)   | TBA                  |
| Росомаха тренирует молодых мутантов в горах. Из-за несчастного случая Бум-Бум и Ночного змея наказывают. В это время объявляется отец Бум-Бум с криминальным прошлым, который просит свою дочь помочь ему своровать выручку от благотворительного карнавала в школе. Братство тем временем, испытывая трудности с едой и деньгами, узнаёт о планирующемся ограблении сейфа школы и планирует перехватить деньги. Примечание: Аркада появляется на карнавале, проходя мимо Циклопа и Терин. |    |                                                                         |                                            |                      |
| 16 | 3  | «Прилив сил/Энергетический шторм» «Power Surge»                         | 13 октября 2001, 30 октября 2002 (Россия)  | TBA                  |
| Циклоп и Дункан соперничают между собой в играх и спорте, Шельма страдает из-за любви к Циклопу и находит себе в школе новую подругу по имени Мисти, Китти и Ланс начинают встречаться, после того как Ланс спас её, Джин теряет контроль над своими телепатическими и телекинетическими силами. Впервые появились: Хэнк МакКой |    |                                                                         |                                            |                      |
| 17 | 4  | «Игры и развлечения/» «Fun and Games»                                   | 20 октября 2001, 31 октября 2002 (Россия)  | TBA                  |
| Профессор отправляется в тюрьму Джаггернаута решить проблему с его анабиозной капсулой и оставляет институт под присмотром Циклопа и Джин. Китти и Курт устраивают романтическую встречу Скотту и Джин за городом, чтобы самим устроить вечеринку в особняке. Мисти получает информацию с церебро. Впервые появились: Аркада Примечание: В этом эпизоде выясняется что Мисти Уайльд - на самом деле Мистик. |    |                                                                         |                                            |                      |
| 18 | 5  | «Бейвиллский Зверь/» «Beast of Bayville»                                | 27 октября 2001, 1 ноября 2002 (Россия)    | TBA                  |
| Хэнк МакКой не способен больше сдерживать зверя внутри при помощи созданной им ранее сыворотки. Он создаёт новую сыворотку и пробует её, но в результате превращается в настоящего синего и злого Зверя, которого Хэнк не способен контролировать. Примечание: Превращение Хэнка в свою привычную синюю мутантскую форму Зверя. |    |                                                                         |                                            |                      |
| 19 | 6  | «По воле волн/Плывущие по течению» «Adrift»                             | 3 ноября 2001, 4 ноября 2002 (Россия)      | TBA                  |
| Зима пришла, и Циклоп со своим братом Алексом отправляются на отдых на Гавайи. Во время серфинга Алекс попадает в мощную волну и пропадает. Циклоп на катере отправляется за ним, и они попадают в шторм. |    |                                                                         |                                            |                      |
| 20 | 7  | «На крыльях Ангела/» «On Angel's Wings»                                 | 15 декабря 2001, 5 ноября 2002 (Россия)    | TBA                  |
| Рождество. Почти все ученики разъезжаются по домам, Росомаха уходит, чтобы провести Рождество в одиночестве. В особняке остаются лишь Профессор, Зверь, Циклоп и Шельма. В это время в городе появляется таинственный Ангел, спасающий людей. Когда новость о нем доходит до профессора, он просит Циклопа и Шельму найти и завербовать Ангела в команду. Но выясняется, что Ангел также нужен и Магнето, который подставляет его на мосту, чтобы лишить доверия людей. Примечание: Когда люди узнают о Ангеле, их реакция похожа на версию ultimate-вселенной. Кроме того, Ангел, сидя в центральном парке, читает газету Дейли Бьюгл. |    |                                                                         |                                            |                      |
| 21 | 8  | «Буря в Африке/Африканская гроза» «African Storm»                       | 17 ноября 2001, 6 ноября 2002 (Россия)     | TBA                  |
| Африканское племя похищает Грозу из особняка, и их шаман — Ханген - хочет забрать силы Грозы, чтобы взять под контроль всю Африку. Примечание: В этом эпизоде выясняется, что у Грозы клаустрофобия, которая впервые создает для неё проблему. Кроме того, показано, что Мистик знает о клаустрофобии Грозы, рождая у Шельмы подозрения. |    |                                                                         |                                            |                      |
| 22 | 9  | «Ночные вылазки/Покатались» «Joyride»                                   | 1 декабря 2001, 10 ноября 2002 (Россия)    | TBA                  |
| В институт приходит Ланс Альварес и заявляет, что хочет присоединиться к людям Икс. Профессор разрешает ему остаться, поняв, что Ланс пришел ради Китти, а это первый шаг к исправлению. Но Скотт всё равно недоволен тем, что один из братства сотрудничает с ними, и обвиняет его в последних развлекательных прогулках и порче транспорта, которые произошли по вине членов академии мутантов. В конце Ланс покидает людей Икс, говоря, что они слишком круты для него. |    |                                                                         |                                            |                      |
| 23 | 10 | «Подчиняющий умы/Головоломка» «Mindbender»                              | 26 января 2002, 11 ноября 2002 (Россия)    | TBA                  |
| Увидев ночью страшный сон о клоунах, Джин пропадает. Люди Икс ищут её, но выясняется, что начали пропадать и другие. Позже выясняется, что её взял под контроль Месмеро, который с её помощью хочет украсть три кольца для ключа от двери, чтобы выпустить Апокалипсиса. Впервые появились: Месмеро Примечание: Первый намек на возрождение Апокалипсиса. |    |                                                                         |                                            |                      |
| 24 | 11 | «Танец теней/Танец с тенью» «Shadow Dance»                              | 2 февраля 2002, 12 ноября 2002 (Россия)    | TBA                  |
| Люди Икс с помощью Кузнеца экспериментируют с телепортацией Курта, собрав аппарат, с помощью которого Курт сможет телепортироваться дальше, чем может сейчас. Но для начала Кузнец должен узнать больше об измерении, через которое телепортируется Курт; как выясняется, оно кишит очень недружелюбными тварями. В школе тем временем намечается "ежегодный вечер белого танца", и девушки мучаются вопросом, кого же пригласить на танцы. Вскоре выясняется, что проходы после телепортации не закрылись полностью и через них начинают вылезать монстры. Впервые появились: Аманда Сефтон Примечание: Аманда говорит, что знает о внешности Курта. Сцена с превращением Курта в свой естественный облик из серии "Темное прошлое". |    |                                                                         |                                            |                      |
| 25 | 12 | «Убежище/Отступление» «Retreat»                                         | 16 февраля 2002, 13 ноября 2002 (Россия)   | TBA                  |
| Зверь пытается выйти в город, но там он теряет контроль над зверем внутри, и поэтому он вынужден вернуться и сидеть в особняке. Чтобы помочь Зверю и вывести его из депрессии, Китти уговаривает Хэнка устроить им экскурсию в калифорнийские леса. В джунглях на Зверя начинают охоту члены научной экспедиции, принявшие Зверя за Йети. |    |                                                                         |                                            |                      |
| 26 | 13 | «На острие ножа/Весёлая прогулка» «Walk on the Wild Side»               | 2 марта 2002, 14 ноября 2002 (Россия)      | TBA                  |
| Устав от того, что все парни считают её лишь представительницей слабого пола, Джин помогает Магме и Бум-Бум задержать автомобильных воров, а потом они собирают свою команду под названием Бейвилльские Сирены и начинают борьбу с преступностью по-женски. |    |                                                                         |                                            |                      |
| 27 | 14 | «Операция: Вновь рожденный/Операция "Возрождение"» «Operation: Rebirth» | 20 марта 2002, 15 ноября 2002 (Россия)     | TBA                  |
| Ник Фьюри информирует Росомаху, что Магнето похитил устройство, которое использовали для создания Капитана Америка. С помощью церебро найти Магнето не выходит, и Шельма говорит, что однажды в битве впитала память Магнето и знает, где логово Магнето. Росомаха, Шельма и Курт (который может помочь проникнуть внутрь логова) отправляются в пустыню Сахара узнать, зачем Магнето устройство для создания суперсолдат. Впервые появились: Ник Фьюри, Капитан Америка. |    |                                                                         |                                            |                      |
| 28 | 15 | «Фактор Икс/Фактор Ведьмы» «The HeX Factor»                             | 20 апреля 2002, 16 ноября 2002 (Россия)    | TBA                  |
| Мистик забирает из психбольницы Ванду, куда её упрятал отец Магнето, потом Мистик возвращается в братство и планирует использовать Ванду против Магнето. Но сначала она отправляет братство и Ванду проверить свои силы в поединке с Людьми Икс. Впервые появились: Алая ведьма, Агата Харкнесс. Примечание: Раскрывается, зачем Мистик внедрялась в окружение Людей Икс. |    |                                                                         |                                            |                      |
| 29 | 16 | «Судный день: Часть 1/» «Day of Reckoning - Part 1»                     | 11 мая 2002, 17 ноября 2002 (Россия)       | TBA                  |
| Люди Икс начинают охоту на Магнето, но Росомаху захватывают люди Траска, когда он ищет Саблезубого, и выпускают на поединок со стражем. Люди Икс и Мистик думают, что Росомаху похитил Магнето. Мистик посылает братство в помощь Людям Икс. После тренировки Циклоп недовольный, что Ксавье решил принять помощь врагов уходит, а Люди Икс и братство спешат к складам, где церебро обнаружил Логана. Магнето и его Служители прибывают туда же. Впервые появились: Колосс, Гамбит, Пиро Боливар Траск, Стражи. |    |                                                                         |                                            |                      |
| 30 | 17 | «Судный день: Часть 2/» «Day of Reckoning - Part 2»                     | 11 мая 2002, 18 ноября 2002 (Россия)       | TBA                  |
| Новые мутанты академии пытаются выбраться из закрытого суперзащитой особняка, но только Магме удаётся сбежать. Магма совместно с вернувшейся Бум-Бум говорят Циклопу, что в институте включился 4-й уровень тревоги. Они возвращаются в особняк, но дело усложняет включившаяся система самоликвидации. Люди Икс и братство сражаются со Служителями, когда Ванда находит Магнето, тот поднимает из-под земли помещение со Стражем, который вступает в бой с Людьми Икс и братством. Это замечают репортёры, находящиеся на пролетающем рядом вертолёте, и транслируют в прямом эфире эту схватку, что соответствует планам Магнето. Ванда всё-таки добирается до Магнето, но ей мешает отомстить выведенный Мистик (в образе Профессора) Страж. В результате Магнето якобы погибает под Стражем, а на место битвы прибывают военные и полиция. Люди Икс с братством вынуждены отступить. Примечание: Есть сцены, в которых Шельма с Гамбитом и Китти с Колоссом несколько секунд просто смотрят друг на друга. Это намек на их отношения в комиксах. Во время телерепортажа в прямом эфире, где показывается битва со Стражем, видно, что репортаж смотрят Келли, Дункан, Тейрин, Аманда и Пол. |    |                                                                         |                                            |                      |

## Сезон 3 (2002—2003)
| № | #  | Название                                                                                    | Дата показа в США                         | Дата показа в России |
| --- | -- | ------------------------------------------------------------------------------------------- | ----------------------------------------- | -------------------- |
| 31 | 1  | «День возрождения/» «Day of Recovery»                                                       | 14 сентября 2002, 19 ноября 2002 (Россия) |                      |
| Прибыв домой, Люди Икс и братство обнаруживают, что особняк разрушен. Они встречают Циклопа и новых мутантов, которых Циклоп успел спасти до взрыва, но Циклоп неожиданно нападает на Профессора. Он понял, что это Мистик в его облике и именно она устроила взрыв института, и требует сказать, где Профессор, но их прерывает полиция, и Люди Икс с братством вынуждены бежать. Часть мутантов спускается в канализацию к Морлокам, остальные Люди Икс и братство встречаются на лугу, и Мистик предлагает объединить усилия, чтобы спасти попавших в плен мутантов. Неожиданно появляется Ник Фьюри и дает им план базы, куда забрали их друзей, и Люди Икс с братством отправляются в сектор 51. Жаба и Ванда отправляются в Нью-Йорк выяснить, действительно ли Магнето погиб. Впервые появились: Калибан |    |                                                                                             |                                           |                      |
| 32 | 2  | «Геройский поступок/» «The Stuff of Heroes»                                                 | 21 сентября 2002, 20 ноября 2002 (Россия) | TBA                  |
| Гроза и Зверь отправляются на заседание сената по делу мутантов, чтобы убедить людей, что мутанты не опасны. Люди Икс тем временем прячутся в пещере, но когда военные находят их, Логан с Циклопом спорят, бежать или дать им бой. Когда все соглашаются с Циклопом, Логан уезжает, а Люди Икс, аккуратно разобравшись с военными, улетают. В это время выясняется, что Джаггернаут на свободе и крушит всё подряд. Циклоп не желает вступать в схватку, так как боится, что во всех разрушениях люди обвинят мутантов, но после соглашается. После победы над Джаггернаутом Шельма узнает, где находится Ксавье, а президент снимает подозрения с мутантов. |    |                                                                                             |                                           |                      |
| 33 | 3  | «Основной поток/Главное направление» «Mainstream»                                           | 28 сентября 2002, 21 ноября 2002 (Россия) | TBA                  |
| Несмотря на то, что Людей Икс оправдали, антимутантская истерия продолжается. Люди Икс возвращаются в школу, но теперь они на испытательном сроке на день. Они вынуждены целый день находиться в школе с учениками, которые их ненавидят, и не использовать свои способности. А директор Келли тем временем желает изгнать мутантов из школы и объединяет Дункана и братство для провокации Людей Икс. Примечание: Джубили и Волчица покидают особняк, возвращаясь домой. В этом эпизоде заканчиваются отношения Дункана с Джин, Скотта с Тейрин и Китти с Лансом. Выясняется, что Колосс не по своей воле работает на Магнето. |    |                                                                                             |                                           |                      |
| 34 | 4  | «Банда злодеев/Шайка злодеев» «The Stuff of Villains»                                       | 5 октября 2002                            | TBA                  |
| Ванда в поисках Магнето просит помощи Калибана. Она сдает Пьетро полиции, зная, что Магнето придет за ним. Люди Икс тем временем отстраивают особняк и продолжают терпеть провокации учеников. Магнето отправляет Гамбита к братству и предлагает им доказать, на что они способны. А Шельма и Китти, узнав о том, что братство намеревается освободить Пьетро, отправляются за ними, чтобы помешать им, но Пьетро удается сбежать. |    |                                                                                             |                                           |                      |
| 35 | 5  | «Тупик/» «Blind Alley»                                                                      | 19 октября 2002                           | TBA                  |
| Мистик сбегает из сектора 51 и отправляется в Бейвилл отомстить Циклопу за то, что он её оставил там. Циклоп и Джин тем временем собираются признаться друг другу во взаимной любви и воссоединиться, но им мешает Мистик, которая похищает Циклопа и оставляет его в пустыне Мексики без его визора. |    |                                                                                             |                                           |                      |
| 36 | 6  | «Экстремальные меры/Крайние меры» «X-Treme Measures»                                        | 2 ноября 2002                             | TBA                  |
| Шип участвует в спортивных соревнованиях по скейтбордингу, спонсируемый энергетическими напитками "Сила 8" (Power 8). На соревнованиях появляются Морлоки, которые знают, что "Сила 8" опасен для мутантов, но они не успевают предупредить об этом Шипа, и он пьёт напиток, который выводит из-под контроля его силы. Впервые появились: Морлоки. |    |                                                                                             |                                           |                      |
| 37 | 7  | «Жаба, колдунья и платяной шкаф/Жаба, ведьма и шкаф» «The Toad, the Witch and the Wardrobe» | 9 ноября 2002                             | TBA                  |
| Ванда продолжает поиски Магнето и, следуя подсказке, оставленной ей Пиро, она находит базу Магнето вблизи горнолыжного курорта. Жаба, чтобы получить любовь Ванды, крадет индуктор у Курта, в то время как он знакомится с родителями Аманды. Магнето похищает Ванду, и Повелитель Мозга промывает ей мозги, заменяя воспоминания. Впервые появились: Вдохновитель, Маргали Сефтон. |    |                                                                                             |                                           |                      |
| 38 | 8  | «Одержимая собой/Сохранить самообладание» «Self Possessed»                                  | 16 ноября 2002                            | TBA                  |
| Судьба предупреждает Мистик, что Шельма в опасности, и Мистик возвращается в школу к Шельме под видом Мисти. Она уговаривает Шельму пойти на концерт, и там из-за несчастного случая Шельма притрагивается к Мистик, узнав, кто она на самом деле. Её также мучают разумы тех, кого она впитала раньше, они пытаются завладеть разумом Шельмы, и, страдая от раздвоения личности, она нападает на Людей Икс. Примечание: В этом эпизоде Шельма узнает, что Мистик - её приемная мать, которая удочерила её в 4 года. Шельма в этом эпизоде, впитав силу Мистик, принимает облики: Саблезубого (она впитывала его силу в 1х08), Джаггернаута (3х02), Магнето (2х07), Ртуть (1х13), Аркада (2х04), Мистик (в этом эпизоде), Циклопа (1х07), Лавины (1х10), Грозы, Коди, Курта (все трое в 1х03), Пузыря (1х04), Китти (1х08), Джин (2х03), Жаба (2х15), Зверя (2х17). Шельма так же использует способности Множителя, силы у которого взяла в этом эпизоде. Судьба говорит о древнем мутанте, который скоро возродится, чтобы пройти по Земле (еще один намек на Апокалипсиса). |    |                                                                                             |                                           |                      |
| 39 | 9  | «Под замком/Тайна ключа» «Under Lock and Key»                                               | 30 ноября 2002                            | TBA                  |
| Месмеро берет под контроль Гамбита, и тот крадет из особняка Ангела таинственный артефакт. Магнето недоволен этим и берёт в плен Месмеро. Повелитель Мозга узнаёт о планах Месмеро по освобождению Апокалипсиса. Люди Икс и Служители отправляются за Месмеро, чтобы перехватить вторую часть артефакта, а Магнето, соединив половинки артефакта, выпускает неуязвимого зеленого паука. Магнето приказывает служителям уничтожить паука, чтобы предотвратить выход Апокалипсиса. Ксавье, узнав от Месмеро о том, что паук - это страж, пытается остановить Магнето, но тот уничтожает паука. Чарльз говорит Магнето о том, что Месмеро манипулировал им. Примечание: В этом эпизоде Люди Икс идут на задание в оригинальном составе (Профессор Х, Циклоп, Джин Грей, Человек-лед, Ангел, Зверь) |    |                                                                                             |                                           |                      |
| 40 | 10 | «Икс 23/» «X23»                                                                             | 2 августа 2003                            | TBA                  |
| Таинственный человек с когтями, как у Росомахи, нападает на ЩИТ и, найдя в компьютере компрометирующие файлы на Людей Икс, отправляется в Бейвилл и следит за мутантами, которые в это время развлекаются на тренировках. Росомаха тем временем выясняет, что ГИДРА создала его клон и этот клон теперь сбежал от своих создателей. Клон, именуемый Икс-23, нападает на особняк и побеждает всех Людей Икс один за одним, желая найти Росомаху, считая, что он виноват в том, что её жизнь такая несчастная. Впервые появились: Икс-23 |    |                                                                                             |                                           |                      |
| 41 | 11 | «Круизный патруль/Контроль за круизом» «Cruise Control»                                     | 23 августа 2003                           | TBA                  |
| Устав от супергеройской жизни, Люди Икс отправляются на Багамы. В это время Магма начинает страдать от некой неизвестной болезни, связанной с его отдалением от земли. Корабль из-за непогоды останавливает свой путь вблизи острова Святого Себастьяна, а когда все на корабле узнают, что на борту мутанты, это мотивирует Людей Икс отправиться на остров, чтобы спасти Магму. В это время на острове просыпается древний вулкан по большей части по вине Магмы. Примечание: Бобби делает огромный айсберг перед кораблем, потом залезает на перила и кричит: "Я король мира", пародируя фильм "Титаник". |    |                                                                                             |                                           |                      |
| 42 | 12 | «Темный горизонт: Часть 1/» «Dark Horizon: Part 1»                                          | 9 августа 2003                            | TBA                  |
| Шельма под контролем Месмеро и с помощью Мистик поглощает силы всех членов Людей Икс, Братства и Служителей. Во время выпускного в школе заявляются Братство и Служители и говорят Людям Икс, что Шельма впитала их силы по воле Месмеро. Месмеро вновь берет под контроль Шельму, и та улетает. Гамбит, Росомаха и Саблезубый идут по следу Месмеро и Шельмы, а Люди Икс, Братство и Служители отправляются в логово Апокалипсиса, расположенное под сфинксом. |    |                                                                                             |                                           |                      |
| 43 | 13 | «Темный горизонт: Часть 2/» «Dark Horizon: Part 2»                                          | 16 августа 2003                           | TBA                  |
| Под сфинксом нет Апокалипсиса, но на героев нападают каменные статуи. Зверь по иероглифам на стенах рассказывает историю Апокалипсиса. Пока все остальные сражаются со статуями, Профессор, Магнето и Зверь находят корабль Апокалипсиса. Месмеро приводит Мистик и Шельму к двери, Мистик открывает дверь, после этого обратившись в камень. Росомаха, Саблезубый и Гамбит побеждают Месмеро и вызывают остальных в Тибет в пещеру. Люди Икс, Братство и Служители прибывают в Тибет на корабле Апокалипсиса, но помешать пробуждению Апокалипсиса они не в состоянии. Впервые появились: Апокалипсис |    |                                                                                             |                                           |                      |

## Сезон 4 (2003)
| № | # | Название                                  | Дата показа в США |     |
| --- | - | ----------------------------------------- | ----------------- | --- |
| 44 | 1 | «Столкновение» «Impact»                   | 30 августа 2003   |     |
| Апокалипсис создает первую непробиваемую сферу на Юкатане, которая окружает пирамиду. Люди Икс получают у правительства разрешение на изучение сферы. Магнето совершает атаку на одну из сфер, но в итоге появляется Апокалипсис, и Магнето исчезает во вспышке. Курт тем временем пытается вернуть к жизни Мистик, но Шельма, которая все еще зла на Мистик, сталкивает её каменную статую с обрыва. |   |                                           |                   |     |
| 45 | 2 | «Не доброе дело» «No Good Deed»           | 6 сентября 2003   | TBA |
| Подавленная смертью отца, Ванда устраивает аварию в метро. Братство, сами того не желая, спасают людей, вытащив их наружу. Они сразу получают благодарность и уважение людей. Чтобы повысить свою популярность еще больше, они решают подстраивать аварии, а потом спасать в них людей. Это срабатывает, и им даже удается подставить Людей Икс. Потом они решают уйти красиво, но в результате провоцируют аварийную ситуацию и сбегают. |   |                                           |                   |     |
| 46 | 3 | «Цель Икс» «Target X»                     | 13 сентября 2003  | TBA |
| Росомаху похищают, но он вырывается и во время боя падает с самолета на остров, где Логан встречает Икс-23. К ним спускается Красный Омега и Гаунтлет, и они отходят. Логан понимает, что их гонят куда-то, но Икс-23 его не слушает. В итоге они приходят в ловушку, и их захватывают и приводят на базу ГИДРЫ. Икс-23 легко освобождается и говорит, что это её план - попасть на базу ГИДРЫ и убить тех, кто виноват в её бедах. Пока Логан сражается с Омегой, Икс-23 расставляет бомбы по всей базе и находит Мадам Гидру. Циклоп и Джин тем временем пытаются найти подход к ученикам, которые привыкли к обучению Логана. Впервые появились: Красный Омега, Мадам Гидра, Гаунтлет. |   |                                           |                   |     |
| 47 | 4 | «Грехи сына» «Sins of the Son»            | 20 сентября 2003  | TBA |
| Чарльз получает звонок о том, что его сын похищен. Он прибывает в Шотландию и начинает искать его. Но выясняется, что Дэвид страдает от раздвоения личности и вторая личность хочет отомстить Чарльзу за то, что он его бросил ради других детей. Курт и Китти тем временем страдают из-за постоянного чиханья Курт устраивает им с Китти путешествия по городу. Впервые появились: Легион |   |                                           |                   |     |
| 48 | 5 | «Восстание» «Uprising»                    | 27 сентября 2003  | TBA |
| В Китае появляется 2-я сфера. Военные пытаются атаковать сферу, но это приводит к разрушению всего, что находится вблизи сферы. Фьюри выпускает Траска и возобновляет проект "Страж". Банда Дункана нападает на Морлоков, Магму и Берсерка. Шип возвращается, чтобы защитить своих старых друзей и свой новый народ. Шип, чувствуя, что должен защитить Морлоков, объявляет войну ненавистникам мутантов. Банда Дункана принимает вызов и устраивает охоту на Морлоков. В бой вступают и Люди Икс, но ребёнок Дориан (Лич) останавливает битву. Дункана и его банду арестовывают. Впервые появились: Лич                                                                                  |   |                                           |                   |     |
| 49 | 6 | «Южный коктейль» «Cajun Spice»            | 4 октября 2003    | TBA |
| Гамбит похищает Шельму и говорит, что хочет помочь ей забыть то, что она сделала с Мистик. На самом деле Гамбит хочет использовать её в поисках своего похищенного приемного отца. |   |                                           |                   |     |
| 50 | 7 | «Призрачная надежда» «Ghost of a Chance»  | 11 октября 2003   | TBA |
| Люди Икс катаются в горах на мотоциклах, и Китти попадает в аварию. Ей помогает Даниэль Мунстар, которая тоже оказывается мутантом. Даниэль забирают в институт, Китти и Даниэль быстро становятся подругами, Даниэль становится членом Новых мутантов и тренируется со всеми. Но однажды утром она пропадает, а все в институте говорят Китти, что они ни о какой Даниэль не знают и Китти вообще спала после аварии целые сутки. Китти понимает, что это был не просто сон и возвращается на то место в горах, где она якобы встретила Даниэль. Впервые появились: Даниелла Мунстар |   |                                           |                   |     |
| 51 | 8 | «Вознесение: Часть 1» «Ascension: Part 1» | 18 октября 2003   | TBA |
| Появляется 3-я сфера в Африке. Люди Икс захватывают Месмеро, и тот говорит, что Апокалипсис хочет превратить всё население Земли в мутантов, но многие при этом не выживут. Профессор и Гроза отправляются на переговоры с Апокалипсисом, но тоже исчезают, как и Магнето при вспышке. Фьюри направляет Стражей на сферы и сфинкса. Апокалипсис выпускает своих всадников защитить их: ими оказываются Ксавье, Магнето, Мистик и Гроза. Росомаха принимает командование и созывает всех на бой с Апокалипсисом. |   |                                           |                   |     |
| 52 | 9 | «Вознесение: Часть 2» «Ascension: Part 2» | 25 октября 2003   | TBA |
| Для того чтобы помешать планам Апокалипсиса, Люди Икс, Новые мутанты, Братство, Служители, ЩИТ, Ангел, Хавок и Шип разбиваются на команды и идут в атаку на сферы и сфинкса. Там они вынуждены бороться против Профессора Х, Магнето, Грозы и Мистик, превращенных во всадников. |   |                                           |                   |     |

## Будущее
- Дискриминация мутантов продолжается
- Магнето новый учитель Новых мутантов
- Братство работает на ЩИТ
- Джин Грей становится Фениксом